# Kabinett Mosche Scharet II
Das Kabinett Mosche Scharit II (hebräisch ממשלת ישראל השישית Memschelet Jisraʾel haSchischīt) ist die vierte Koalitionsregierung während der Zweiten Legislaturperiode der israelischen Knesset. Die Regierung wurde von Mosche Scharet am 29. Juni 1955 gebildet und bestand bis zum 3. November 1955, knapp drei Monate nach der Parlamentswahl am 26. Juli 1955 zur Dritten Knesset.
Die Regierung wurde, wie schon die Vorgängerregierung von den Parteien Mifleget Poalei Eretz Israel, HaPo’el haMisrachi, Geistiges Zentrum, Allgemeine Zionisten, Progressive Partei und den drei arabische Israelis vertretenden Parteien: Reschima Demokratit leʿAravei Jisraʾel, Qidma weʿAvoda und Chaqlaʾut uFittuach getragen.
| Das Kabinett Mosche Scharet II                             | Das Kabinett Mosche Scharet II          | Das Kabinett Mosche Scharet II | Das Kabinett Mosche Scharet II |
| Position                                                   | Person                                  | Bild                           | Partei                         |
| ---------------------------------------------------------- | --------------------------------------- | ------------------------------ | ------------------------------ |
| Ministerpräsident Außenminister                            | Mosche Scharet                          |                                | Mifleget Poalei Eretz Israel   |
| Landwirtschaftsminister Minister für Handel und Industrie  | Fritz Naphtali                          |                                | Mifleget Poalei Eretz Israel   |
| Verteidigungsminister                                      | David Ben-Gurion                        |                                | Mifleget Poalei Eretz Israel   |
| Ministerium für Landesentwicklung Gesundheitsminister      | Dov Yosef                               |                                | Mifleget Poalei Eretz Israel   |
| Bildungsminister                                           | Ben-Zion Dinur                          |                                | Kein Mitglied der Knesset      |
| Finanzminister                                             | Levi Eschkol                            |                                | Mifleget Poalei Eretz Israel   |
| Innenminister Minister für Religion Minister für Wohlfahrt | Chaim-Mosche Schapira                   |                                | HaPo’el haMisrachi             |
| Justizminister                                             | Pinchas Rosen                           |                                | Progressive Partei             |
| Minister für Arbeit                                        | Golda Meir                              |                                | Mifleget Poalei Eretz Israel   |
| Minister für die öffentliche Sicherheit                    | Bechor-Schalom Schitrit                 |                                | Mifleget Poalei Eretz Israel   |
| Postminister                                               | Josef Burg                              |                                | HaPo’el haMisrachi             |
| Transportminister                                          | Zalman Aran                             |                                | Mifleget Poalei Eretz Israel   |
| Stellvertretender Bildungsminister                         | Kalman Kahana (bis zum 15. August 1955) |                                | Poalei Agudat Jisra’el         |